# Rapidshare
Rapidshare je njemačka hosting tvrtka sa sjedištem u Chamu (Švicarska) koja nudi uslugu besplatnog pohranjivanja datoteka na svojim poslužiteljima. Financira se pretplatama na usluge s dodanom vrijednošću.
Rapidshare je jedan od najvećih pružatelja hosting usluge na svijetu. Prema njihovim podacima, na svojim poslužiteljima raspolaže s 4,5 petabajta (4,5 milijuna gigabajta) prostora.
Prema Alexa.com servisu RapidShare.com je dvanaesta najposjećenija stranica na internetu, dok se RapidShare.de nalazi na 240. mjestu.
RapidShare ima dvije stranice, a svaka od njih tvrdi da je potpuno samostalna. RapidShare.de je nastala 2002., dok je RapidShare.com pokrenuta 2006. godine.
Tvrtka je ugašena 2015. godine.

## Vanjske poveznice
- RapidShare.com
- RapidShare.de